# Les Ennuis de l'existence
Les Ennuis de l'existence est une nouvelle de quatre pages d'Anton Tchekhov.

## Historique
Les Ennuis de l'existence est initialement publié dans la revue russe Les Éclats, numéro 13, du 28 mars 1887, sous le pseudonyme A. Tchekhonte. Cette nouvelle est également traduite en français sous le titre Infortunes quotidiennes. Le titre en russe est Jiteïskie nevzgody.

## Résumé
Assis chez lui, Lev Popov fait un calcul financier compliqué avec son boulier. Sofia, sa femme, a une rage de dents. Elle souffre le martyre et se plaint amèrement. Dans l'appartement du dessus un pianiste s’exerce. Son voisin de droite, un étudiant en médecine, récite à voix haute ses leçons. Dans l'immeuble, les murs laissent passer tous les bruits.
Enfin, il a terminé, mais le calcul est faux. Il faut recommencer, mais les bruits sont assourdissants. 
Le lendemain matin, il est conduit à l'hôpital. 

## Édition française
- Les Ennuis de l'existence, traduit par Édouard Parayre, Bibliothèque de la Pléiade, éditions Gallimard, 1970,  (ISBN 2-07-010550-4)